# Mario Superstar Baseball
Mario Superstar Baseball (スーパーマリオスタジアム ミラクルベースボール?, Super Mario Stadium Miracle Baseball) è un videogioco sportivo sviluppato dalla Namco e pubblicato dalla Nintendo per il Nintendo GameCube. Il gioco ha anche un sequel per il Wii, Mario Super Sluggers.

## Modalità di gioco
Nel gioco sono presenti numerose modalità di gioco, elencate in seguito.

### Exhibition Game
L'Exhibition Game (in italiano Gioco d' esibizione) è una semplice partita di baseball, dove il giocatore sceglie il Capitano e gli altri giocatori. Il giocatore può anche scegliere quale squadra sfidare per prima, quanti inning durerà la partita e in quale stadio giocare (in un totale di sei).

### Challenge Mode
La Challenge Mode (in italiano Modalità Sfida) è la modalità principale di Mario Superstar Baseball. È una modalità dove il giocatore sceglie una squadra e deve sconfiggere tutte le altre.

### Toy Field
Il Toy Field (in italiano Campo Giocattolo) è una modalità dove sono presenti quattro giocatori e un campo di metallo rivestito di pulsanti di grandi dimensioni.
Qui i giocatori guadagneranno o perderanno monete a seconda di dove atterra la pallina.

### Minigiochi
In Mario Superstar Baseball sono presenti anche dei minigiochi, tutti naturalmente a tema baseball.

### Pratica
In questa modalità i giocatori si possono allenare familiarizzando con i controlli di Mario Superstar Baseball.

## Personaggi
Ci sono nel gioco un totale di 32 personaggi, suddivisi in quattro categorie a seconda delle loro abilità.